# 辻-特罗斯特反应
辻-特罗斯特反应是以鈀為催化劑、親核取代反應物种的烯丙基化反应。親核物種可能是醇、烯醇、苯酚或烯胺。離去基可以是鹵素或乙醯氧基。